# نوسالة (عباس الغربي)
نوسالة (بالفارسية: نوساله) هي مستوطنة تقع في إيران في قسم عباس الغربي الريفي. يقدر عدد سكانها بـ 99 نسمة بحسب إحصاء 2016.